# Winston Sharples
Pour les articles homonymes, voir Sharples.
Winston Sharples est un compositeur de musiques de films né le 1er mars 1909 et décédé en avril 1978.